# DiscoBalls
DiscoBalls je sedmičlenná česká hudební skupina založená v roce 2006 v Praze. Patří mezi přední české skupiny hrající styl ska. Velmi oblíbení jsou i v zahraničí. Během svého působení odehráli přes 500 koncertů v Česku a sousedních zemích. V roce 2014 navštívili Moskvu a začali čile koncertovat v Německu. Absolvovali i čtrnáctidenní turné po Balkánském poloostrově či evropské turné s moskevskou kapelou M.A.D. Band. Zahráli si s kapelami Reel Big Fish, Ska-P, Bad Manners, Spitfire, The Valkyrians, Skarface, Spicy Roots, Neville Staple (The Specials), Random Hand nebo Big D and the Kids Table. První CD Disco Very Channel bylo nominováno na cenu Anděl za nejlepší album roku 2008 v žánru ska&reggae. V roce 2010 vydali své druhé CD Rise and Shine. V roce 2014 vydali své třetí albu s názvem Dance like nobody's watching, které se dočkalo i vinylové verze. Bylo označeno známým německým blogerem a hudebním kritikem Der Dude Goes Ska jako nejlepší ska album roku 2014. K albu byl vydán také první oficiální klip k písni "Shake your ass".

## Diskografie

### Studiová alba
- 2008: Disco Very Channel
- 2010: Rise and Shine
- 2014: Dance like nobody's watching...
- 2021: Fly (EP se čtyřmi skladbami)

### Živá alba
- 2007: Live in Cross

### Kompilace
- 2007: Skankin Praga: Matusalem ska sampler (The Chancers, Green smätroll, DiscoBalls)
- 2008: Skannibal Party Vol.9 (Mad Butcher Records)
- 2009: Kings of Prague vol.1 (LP)
- 2010: SOYUZ split album (DiscoBalls, M.A.D. Band, Wisecräcker)

### Dema
- 2007: DiscoBalls

### DVD
- 2009: časopis MTB FreeRide – hudba k DVD o sjezdu a freeridu na horských kolech